# 加入電話
加入電話（かにゅうでんわ）とは、電話の設置を希望する契約者と電気通信事業者との契約により敷設される電話回線である。有線式の加入電話は基礎的電気通信役務として指定されている。

## 概要
有線式加入電話はアナログ、ISDNの2方式が主であり日本の電気通信役務の届出区分ではそれぞれ加入電話、総合デジタル通信サービスと言う（後者は加入ISDNとも呼ぶ）。歴史的経緯によりNTT（東日本・NTT西日本）の加入電話が国内市場では寡占的であることから、同社の加入電話・加入ISDNを総称して一般加入電話と呼ぶこともある。なお、NTT東日本・西日本以外が提供する有線式加入電話は直収電話として区別されることもある（いわゆる直収電話に先行したルートKDDは直収電話とは別扱）。
加入電話の一種として複数の加入者で加入者線を共用する共同電話の形態も存在する。
移動体加入電話には自動車電話、携帯電話、衛星電話、船舶電話がある。
加入電話の敷設にはかつて電話加入権を必要としたが1994年にエヌ・ティ・ティ移動通信網株式会社がデジタル方式（1.5G）携帯電話サービス（シティフォン。関西地区はシティオ）の開始に連動して電話加入権を廃止し、その後NTTもINSライトプラン、加入電話ライトプランという形で電話加入権の取得が不要になる契約品目を追加した。直収電話に関しては当初より徴収していない。
尚、NTT東日本・西日本においては新規に電話加入権を必要とする加入電話の契約品目が未だ存続し休止中の電話加入権の復旧も可能である。

## 主な特徴
- 停電しても最低限の音声通信の確保が可能（途中にリモートターミナルが設置されている場合はこの限りではない）。
- 通話時間と通話地点間の距離で通話料金が積算される。
- 110番・119番などの緊急通報が可能。

## 契約の種別（NTT東日本・NTT西日本）
- 住宅用 - 加入者の名称が個人名かつタウンページ（職業別電話帳）へ電話番号を掲載しない、かつ設置場所が住宅のもの。
- 事務用 - 住宅用以外のもの（法人、事業者名義）。月額基本料金が住宅用より高い。
- 臨時電話 - 30日以内の利用のための日決めの料金で利用できるもの。一時的なイベントなどで使用。
- 着信用電話 - 着信専用のもの。事務用契約の単独電話と併用する。
- 単独電話 - 加入者線を一つの加入者で占有するもの。
- 共同電話 - 加入者線を複数の加入者で共用するもの。
- 地域団体加入電話 - 農村や漁村などの地域団体で加入するもの。共同電話の技術を利用している。
- 事業所集団電話 - 本来は自己敷地内に利用事業者が設置すべき内線電話交換機を、NTTが電話局舎内に設置しレンタルするもの。官庁で使用されている「ビル電話」。

以下はNTT東日本・NTT西日本の固定電話ではないもの。
- 直収電話 - KDDI・J:COM・ソフトバンクテレコム等が提供するもの。新規申し込みに関して電話加入権（施設設置負担金）が不要で通話に際してはNTT網へのアクセスチャージ（接続料金）を節約できるため、月額基本料金や通話料金が安い。

## 工事費・利用料金（NTT東日本・NTT西日本）
- 工事費：設置・設置場所移転・サービス追加・利用休止の際に必要であり、基本料金や通話料金とともに請求される。
- 通話料金：通話時間と通話地点間の距離によって決定されるのが一般的である。競争の激化により各種割引サービスがある（同一県内が区域内通話と同じ一律料金になるなど）。
- 基本料金：区域内通話扱いになる加入者の数が多くなると（例：東京23区）高くなる。また、電話加入権（施設設置負担金）不要の毎月の基本料金の高い契約もある。
- 屋内配線使用料：保安器から電話機接続用RJ-11モジュラージャックまでの配線をレンタルで使用する場合に必要となる。レンタルの場合、故障時の修理が無料となるが通常故障することはほとんど無い。なお、レンタルから「お客様の設備としての利用」（買取）への変更は無料である。

## その他
- 加入電話から携帯電話・PHSへの通話料は、移動体通信事業者側が料金設定をし、NTT東西が代行して通話料を回収する仕組みになっている。ただし、0033や0036などの事業者識別番号を先頭につけた場合は、当該識別番号を有する事業者が設定した料金[1]となり、NTT東西以外の事業者を利用した場合は、NTT東西が代行して回収する形となる。
  - 因みに、ひかり電話やNCC系の電話については、事業者識別番号を用いた通話はできず、発信側の事業者が設定した料金体系となる。